# Martin O'Donnell
Martin O'Donnell, född den 1 maj 1955, är en amerikansk kompositör. 
I början av sin karriär skrev O'Donnell musik för radio och TV i olika sammanhang, bl.a. jinglar. Han är bland annat känd för att ha komponerat musiken till spelserien Halo.